# AHC Models
AHC Models was een Nederlandse merknaam voor modelauto's. AHC Models fabriceerde modelauto's voor auto, vrachtwagen- en busfabrikanten. Deze gefabriceerde modellen hadden AHC MODELS op de bodemplaat. AR-GEE Hobby Collection was het bedrijf dat de modelauto's verkocht aan de detailhandel rond de wereld. Deze modellen hadden DOORKEY op de bodemplaat staan.
AHC kwam uit Epe en was opgericht door Johannes van Rijn. Artec was de fabriek in Spanje die al modelauto's maakte onder het merk Pilen. AHC redde de Artec-fabriek van een faillissement door de AHC-modellen daar te laten maken, en verkocht tegelijkertijd de Pilen-modellen via Ar-Gee.

## Producten
AHC maakte auto's, vrachtauto's en autobussen in de schaal 1:43. Daarnaast heeft men nog een set gemaakt voor de ANWB.

### 1:43

#### Auto's
- Ferrari P5 (yellow)

- Volvo 440 GL
- Volvo 440 Turbo
- Volvo 460
- Volvo 480ES
- Volvo 480 Cabriolet
- Volvo 850
- Volvo 850 T5

- Seat Ibiza
- Seat Toledo

- Nissan Maxima
- Nissan Serena
- Nissan Micra

- Opel Kadett Combo
- Vauxhall Astramax
- Ford Escort
- Suzuki Samurai
- Mercedes MB-100
- Toyota Land Cruiser LJ-73
- Toyota Supra
- Toyota MR2 SW-20

#### Vrachtauto's
- DAF 600
- DAF 800
- DAF 1000
- DAF 45
- Leyland DAF 45

#### Autobussen
- Den Oudsten B88

### 1:64 ANWB set
AHC heeft een set gemaakt voor het 100-jarig bestaan van de ANWB. Deze bestond uit vier wegenwachtmodellen:
- Motorfiets met zijspan (Harley-Davidson) (N0. 103)
- Citroën "besteleend" (No. 104)
- Renault 4 (No. 102)
- Volkswagen Golf (No. 101)

Abrex ·
Action ·
Agat ·
AHC Models ·
Amalgam ·
AWM ·
Apek ·
Artitec ·
Aurometal ·
Autoart ·
B-A-C ·
Bandai ·
Barlux ·
Best box ·
Bburago ·
BGM ·
Biante ·
Blue Box ·
Brami ·
Brekina ·
Britains ·
Buby ·
Budgie ·
Bymo ·
Cararama ·
Carex ·
Carisma ·
Carson ·
Charbens ·
Champion ·
CM's ·
Compact Specials Europe ·
Conrad ·
Corgi ·
Darda ·
DeAgostini ·
De Backer ·
Diamond Label ·
Dinky Toys ·
Doorkey ·
Edocar ·
Efsi ·
Eko ·
Elekon ·
Eligor ·
Ellas ·
ERTL ·
Espewe ·
Estetyka ·
Exoto ·
Faller ·
Galgo ·
Gama ·
Gasquy ·
Gisima ·
GMP ·
Greenlight ·
Grell ·
Guiloy ·
Guisval ·
Hasegawa ·
Herpa ·
Highspeed ·
Holland Oto ·
Hongwell ·
Hot Wheels ·
Husky ·
Igra ·
Italeri ·
J.M.K. ·
Jada Toys ·
Joal ·
Johnny Lightning ·
Jouef ·
Joy city ·
Kaden ·
KEES ·
Kenner ·
Kentoys ·
Konami ·
KOVAP ·
Kyosho ·
LEGO ·
Lesney ·
Limocars ·
Lion Toys ·
Lledo ·
Lone Star ·
Maisto ·
Majorette ·
Märklin ·
Marx ·
Matchbox ·
Mebetoys ·
Mercury ·
Metchy ·
Miho ·
Miniauto ·
MiniChamps ·
Mira ·
Monogram ·
Monti System ·
Morestone ·
MotorMax ·
Muky ·
Neo Scale Models ·
New Ray ·
Norev ·
Norscot ·
Novoexport ·
NZG ·
Onyx ·
Oxford Diecast ·
Permot ·
Pilen ·
Pioneer ·
Plasticart ·
Playart ·
Pocher ·
Poliguri ·
Polistil ·
Politoys ·
Portegies ·
Premium Classixxs ·
Racing Champions ·
Radon ·
Rainbow Toys ·
R.A.M.I. ·
Realtoy ·
Real-X ·
Redbox ·
REI ·
Replicars ·
Retro 43 ·
Revell ·
Rietze ·
Rivarossi ·
Road Signature ·
Roco ·
Ros ·
RW Modell ·
Sablon ·
Safir ·
Schabak ·
Schuco ·
SEBA ·
Septoy ·
Shelby Collectables ·
SIKU ·
Směr ·
Solido ·
Spark ·
Speedy ·
Summer ·
Tamiya ·
Tantal ·
Tekno ·
Tematoys ·
Tin Toys ·
Tomica ·
Tonka ·
Tootsietoy ·
Tuf Tots ·
Universal Hobbies ·
Valvoline ·
Vemi ·
Welly ·
Wiking ·
Winner ·
Wörlein ·
WSI ·
X-concepts ·
Yatming ·
Yaxon ·
Yow Modellini ·
Zee toys ·
Zylmex